# Khaled al-Azem
Pour les articles homonymes, voir al-Azem.
Khaled Bey al-Azem (en arabe : خالد العظم / Ḵālid al-ʿAẓm), né le 11 juin 1903 à Damas et mort le 18 novembre 1965 à Beyrouth, est un homme d'État syrien qui a été six fois Premier ministre avant de devenir Président de la République par intérim (du 4 avril au 16 septembre 1941).

## Biographie
Khaled al-Azem est issu d'une famille syrienne importante. Son père était ministre ottoman des affaires religieuses.
Diplômé en 1923 de l'université de Damas, il s'installe dans la capitale la même année pour entrer en politique. Il était très proche des nationalistes syriens opposés au mandat français en Syrie, dont entre autres le Bloc national d'Hachem al-Atassi et de Choukri al-Kouatli. Il prenait très souvent la défense d'Atassi, mais il se disputa souvent avec Kouatli qu'il jugeait trop autoritaire.
Il a été élu plusieurs fois comme député. En 1941, les Français, ne trouvant pas d'autres personnes, le nomment premier ministre et président de la république par intérim. Il est remplacé cinq mois plus tard par le pro-français Tajeddine el-Hassani. En 1945, il démissionne du gouvernement, et devient par la même occasion le chef de l'opposition. Il s'opposait à ce que Kuwatli modifie la constitution pour qu'il puisse exercer un deuxième mandat.
De mai 1948 au mois de mars 1949, il occupe le poste de premier ministre. Il s'est rapproché de la France et des États-Unis pour que la Syrie obtienne de l'argent pour son développement. Il a également beaucoup voyagé pour plaider la cause palestinienne aux Nations unies.
Al-Azem s'opposait fréquemment à Housni al-Zaïm. Quand celui-ci procède à un coup d'État en 1949, il est arrêté et enfermé en prison avec Kuwatli. Il retrouve sa liberté après la chute de Zaim en devenant député de Damas. Il deviendra par la suite ministre des finances.
Il a également participé à la rédaction d'une nouvelle constitution à l'assemblée constitutionnelle. Il redevient premier ministre sous l'administration d'Hachem al-Atassi; de juin 1950 à 1951, il dirige trois gouvernement successifs. Il s'est opposé aux Syriens pro-hachémites qui souhaitaient une union entre la Syrie et l'Irak.
Les socialistes se sont beaucoup méfiés de lui, en raison de ses origines sociales aisées.

## Opposition à Nasser
Avec la chute du président Chichakli, al-Azem se présente en 1955 contre Kuwatli aux élections pour devenir président de la république. Mais il perd une nouvelle fois contre lui. Après sa défaite, il se retire brièvement de la vie politique. En 1956, il fait son retour en politique en entrant dans le gouvernement de Sabri al-Assali. En tant que ministre de la défense, il a réalisé une alliance très importante entre son pays et l'Union soviétique.
Al-Azem s'est opposé à l'union de la Syrie et de l'Égypte, arguant du fait que si ça arrivait, Nasser détruirait le régime politique syrien, et mettrait fin à l'économie de marché.
Il se retire à nouveau de la vie politique pendant l'ère de la République arabe unie, c'est ainsi qu'il quitte la Syrie pour le Liban.

## Instabilité militaire
Avec l'échec de l'union syro-égyptienne, al-Azem retourne en Syrie ou il tente de se présenter aux élections présidentielles, mais sa candidature est rejetée par les militaires.
Il décide de se présenter aux élections législatives, où il est élu député.
Le 28 mars 1962, un coup d'État renverse le gouvernement de Koudsi, le président Koudsi et al-Azem sont alors emprisonnés. Le 2 avril, ils retrouvent leur liberté à la suite d'un contrecoup d'État. Al-Azem devient alors le Premier ministre de Koudsi.
Les deux hommes se sont alliés pour débarrasser l'armée de tous les militaires pro-Nasser.
Mais le parti Baas procède à un coup d'État en 1963, et les deux hommes sont contraints à l'exil.

## Mort
Il fuit à Beyrouth, mais à la suite de la prise de ses terres par le gouvernement baassiste, il se met à vivre dans des conditions financières difficiles.
Il meurt le 18 novembre 1965 au Liban, où il est enterré. Ses Mémoires ont été édités à titre posthume en 1973.